# Echinopsis formosa
Echinopsis formosa es una especie de plantas en la familia Cactaceae. Es endémica de  Argentina y Chile. Es una especie rara en la vida silvestre.

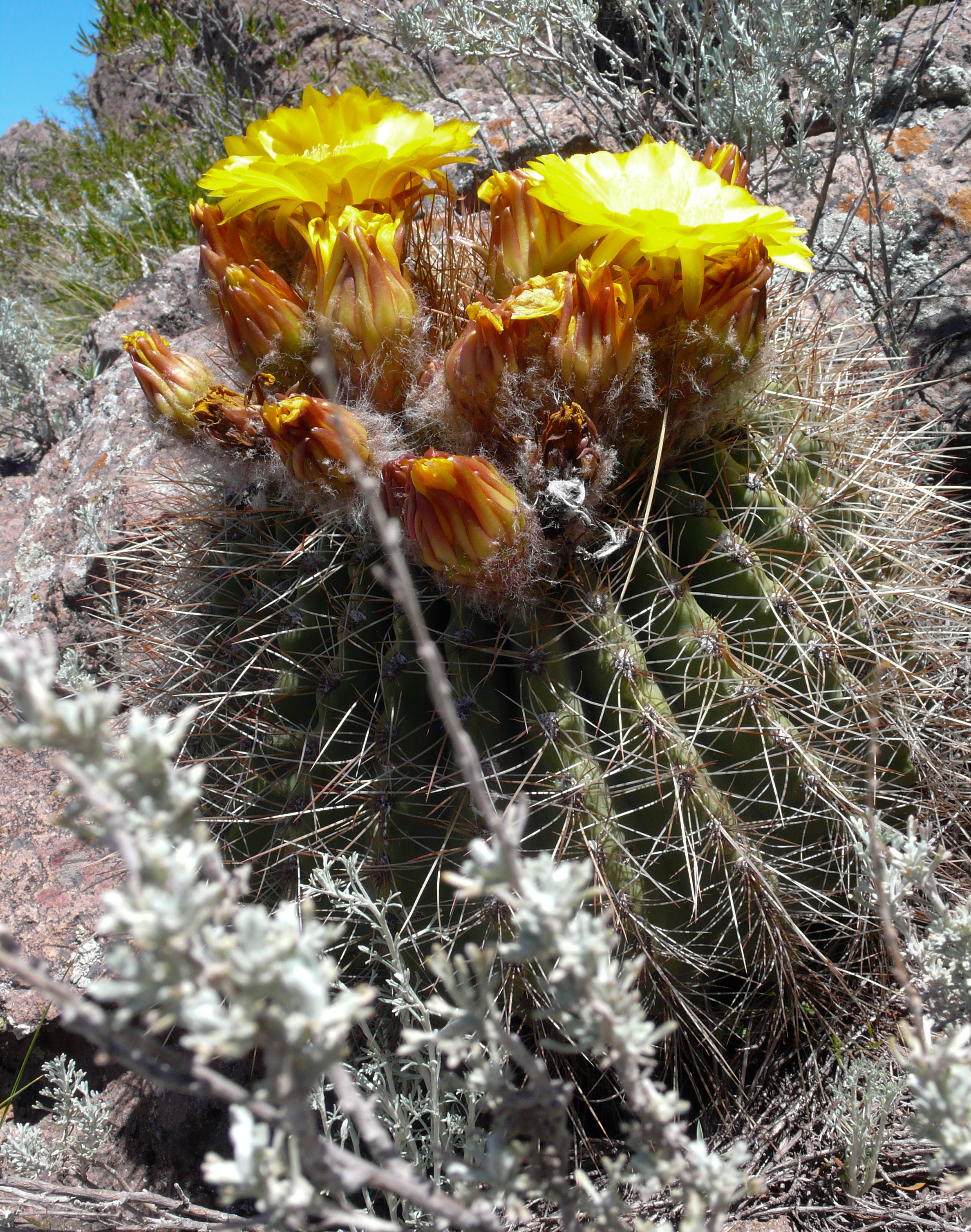
Vista de la planta en flor

## Descripción
Echinopsis formosa crece primero de forma sencilla, más tarde ocasionalmente está ramificado desde la base y puede formar grupos. El tallo es esférico para cilíndrico, de color verde claro a azul-verde con brotes que alcanzan hasta 1,5 metros en diámetro y de 25 a 50 centímetros de altura. Tiene 27-50 redondeadas costillas presentes, claramente tubérculadas en las que se encuentran las oscuras areolas que están separados hasta 1 cm. De ellas surgen espinas amarillentas a marrón rojizo aciculares. Las 8 a 58 espinas centrales son de 3 a 20 cm de largo. Las 9 a 15 espinas radiales son amplias, rectas o ligeramente curvadas y tienen una longitud de hasta 3 centímetros. Las flores en forma de embudo ancho son de color rojo a naranja-rojo o amarillo miden de 6-9 cm de largo y tienen precisamente ese diámetro. Los frutos son esféricos, de color verde con una longitud de hasta 3 centímetros y 4 centímetros de diámetro.

## Taxonomía
Echinopsis formosa fue descrita por (Pfeiff.) Jacobi ex Salm-Dyck y publicado en Cacteae in Horto Dyckensi Cultae 39. 1849.
Etimología
Ver: Echinopsis
formosa epíteto latino que significa "hermosa".
Variedades
- Echinopsis formosa subsp. bruchii (Britton & Rose) M.Lowry
- Echinopsis formosa subsp. randallii (Cárdenas) M.Lowry

Sinonimia
- Echinocactus formosa
- Lobivia formosa
- Soehrensia formosa
- Trichocereus formosus
- Lobivia oreopepon
- Soehrensia oreopepon
- Soehrensia uebelmanniana
- Trichocereus uebelmannianus
- Echinopsis uebelmanniana
- Trichocereus randallii
- Helianthocereus randallii
- Echinopsis randallii
- Lobivia kieslingii
- Lobivia rosarioana[3]

## Nombres comunes
- Español: koko, pasakana